# Logo Computer Systems, Inc.
A Logo Computer Systems, Inc. (LCSI) é uma empresa produtora de software, com sede em Montreal, no Canadá.
Fundada em 1980 desenvolve e comercializa uma linha premiada de produtos educacionais construtivistas, incluindo a linha de produtos MicroMundos, baseados na linguagem de programação Logo para escolas, e a família De Fantasia, de softwares para aprendizado na pré-escola ou nas séries iniciais.